# Cercocebus sanjei
Cercocebus sanjei é um criticamente em perigo Macaco do Velho Mundo da subfamília Cercopithecinae, que ocorre na Tanzânia. Possui entre 50 e 65 cm de comprimento, excluindo a cauda, e pesa entre 7 e 9 kg, e possui coloração acinzentada. Vivem em florestas em vales, mas são essencialmente terrestres, o que os tornam muito susceptíveis à caça predatória. Frutos compõem até 70% de sua dieta, enquanto folhas fazem parte do restante.